# 日本台湾交流協会高雄事務所
公益財団法人日本台湾交流協会高雄事務所（にほんたいわんこうりゅうきょうかいカオシュンじむしょ／-たかおじむしょ、繁体字中国語: 公益財團法人日本台灣交流協會高雄事務所、英語: Japan-Taiwan Exchange Association, Kaohsiung Office）は、日本が中華民国（台湾）南部最大の都市高雄市に設置している領事館級の事務所である。
1966年から1972年にかけては、交流協会の高雄事務所ではなく在高雄総領事館が置かれていた。

## 沿革

### 在高雄日本国総領事館
- 1952年4月28日、サンフランシスコ平和条約の発効により日本国が独立、中華民国は同条約の締結国ではないが[5]、同条約の第2条b項の規定により日本が台湾及び澎湖諸島に対する領有権などの諸権利を放棄[6]
- 1952年8月5日、日華平和条約の発効により日本と中華民国との国交が正常化する[7]
- 1966年1月、去る1960年から交渉を続けていた高雄の日本総領事設置について中華民国が正式に承認する[8]
- 1966年4月26日、在高雄日本国総領事館（繁体字中国語: 日本國駐高雄總領事館、英語: Consulate-General of Japan in Kaohsiung）の開設が定められる[2]
- 1966年10月22日、初代総領事の上村清記や三島泰正副領事らが高雄に到着し、華園ホテルに仮庁舎を設置した[9]
- 1969年6月、第2代総領事の岡宗義が赴任した[10]
- 1971年3月16日、田中重英外務大臣官房厚生管理官が総領事に任命された[11]
- 1972年9月29日、日本の田中角栄内閣総理大臣と共産中国の周恩来国務院総理が北京市で日中共同声明に署名したことにより、日中国交正常化が成立する[12]
  - 同日、中華民国側が、「現在まさにアジア太平洋地区で積極的に浸透転覆を進め、いろいろ戦乱を製造している」「アジア禍乱の根源」である「暴虐集団」共産中国と国交を樹立した田中政府を批難して対日断交声明を発出[3]
  - 在高雄総領事館では、ビザを受理する業務は続けられ、田中重英総領事、蒔田恭高領事、太田順一理事官などの公館員は滞留した[13]

### 交流協会高雄事務所
- 1972年12月26日、亜東関係協会（現・台湾日本関係協会）との間の取り決め[14]に基づき、日華両国の民間交流団体として台湾に財団法人交流協会台北事務所および財団法人交流協会高雄事務所が設置され[15]、田中重英総領事は高雄事務所の初代所長に転任した[16]。1代目庁舎は前金区中華三路108号國泰大樓（国泰ビル）3階である元高雄総領事館敷地に設置された[13][17]
- 2012年4月1日、交流協会が財団法人から公益財団法人へ移行したことに伴い、高雄市の事務所が公益財団法人交流協会高雄事務所に改称される[18]
- 2017年1月1日、交流協会が日本台湾交流協会に改称したことに伴い、高雄市の事務所が公益財団法人日本台湾交流協会高雄事務所に改称される[18]

## 所在地
高雄市苓雅区和平一路87号 南和和平大樓（南和和平ビル）9階、10階 

## 管轄地域
高雄市、台南市、屏東県、嘉義市、嘉義県、雲林県、台東県および澎湖県を管轄。